# Церковь Святого Стефана (Берг-ам-Лайм)
Церковь Святого Стефана (нем. Sankt Stephan) — римско-католическая приходская и филиальная церковь в районе Берг-ам-Лайм города Мюнхен (федеральная земля Бавария), на площади Баумкирхнер (Baumkirchen); впервые упоминается в документах за 813 год — считается самой старой церковью в городе.

## История и описание
Первоначально на месте церкви Святого Стефана в Берг-ам-Лайме располагалась раннесредневековый деревянных храм. Вероятно, его строительство относится к периоду около 800 года, поскольку о нём впервые сообщается в сохранившемся документе за 813 год — как о новом храме, основанной в епархии Фрайзинга. В 1052 году храм стал частью владений аббатства Занкт-Файт во Фрайзинге. Сегодняшнее здание храма представляет собой позднеготическое сооружение, построенное в 1511 году. По своей конструкции оно напоминает другие мюнхенские позднеготические церкви, например Занкт-Зальватор. Так башни-колокольни обеих церквей имеют характерную высокую остроконечную крышу.
Церковь Святого Стефана до сих пор окружена кладбищем. Интерьер храма был перестроен в стиле барокко в период с 1713 по 1727 год; главный алтарь датируется 1713 годом.. Дальнейшие перестройки и реставрации проходили в XIX и XX веках. Колокольня была отремонтирована уже в XXI веке, в 2006 году. Церковь потеряла свою независимость и статус приходского храма в 1806 году: по королевскому указу она стала вспомогательным храмом для церкви Святого Михаила, расположенной в том же районе. Церковь Святого Стефана считается самой старой церковной постройкой в черте современного Мюнхена. Она входит в список памятников архитектуры города и региона по номером D-1-62-000-611.